# Acacia misera
Acacia misera é uma espécie de leguminosa do gênero Acacia, pertencente à família Fabaceae.